# Ghiacciaio Bayly
Il ghiacciaio Bayly (in inglese Bayly Glacier) (64°37′S 61°50′W) è un ghiacciaio situato sulla costa di Danco, nella parte occidentale della Terra di Graham, in Antartide. Il ghiacciaio, il cui punto più alto si trova 783 m s.l.m., fluisce fin nella baia di Bancroft.

## Storia
Il ghiacciaio Bayly è stato mappato per la prima volta dal British Antarctic Survey, che all'epoca si chiamava Falkland Islands Dependencies Survey (FIDS), grazie a fotografie aeree scattate dalla la Hunting Aerosurveys Ltd nel 1956-57 ed è stato così battezzato nel 1960 dal Comitato britannico per i toponimi antartici in onore di Maurice B. Bayly, geologo del FIDS di base alla stazione di ricerca posta sull'isola di Danco, il quale, nel febbraio 1957, assieme a L. Harris, esplorò la rotta da punta Portal all'Altopiano Antartico.